# Ali Ibn al-Athir
ʿAlī ibn Muḥammad ʿIzz al-Dīn ibn al-Athīr (Abū l-Ḥasan) al-Jazarī (in arabo ﻋﻠﻲ ابن الأﺛﻴﺮ الجزري‎?; Cizre, 1160 – Mawṣil, 1233) è stato uno storico curdo di religione islamica, nato da un'illustre famiglia di dotti a Jazīrat ibn ʿUmar, cittadina attualmente chiamata in lingua turca Cizre, nella provincia di Şırnak, nel sudest della Turchia.

## Nome
Abū l-Ḥasan ‘Alī b. Muḥammad b. Muḥammad (lett. ʿAlī, padre di al-Ḥasan, figlio di Muḥammad che a sua volta fu figlio di Muḥammad), meglio noto come  ʿAlī ʿIzz al-Dīn b. al-Athīr al-Jizrī o al-Jazarī.

## Biografia
Nato in una città di cui suo padre era governatore per conto del fratello di Nūr al-Dīn b. Zankī (Norandino), studiò a Mawṣil e visse poi ad Aleppo e a Damasco. Visitò Baghdad in funzione della sua azione diplomatica, voluta proprio dal grande sultano zengide Norandino che lo inviò tra l’altro come suo rappresentante proprio alla corte del califfo abbaside.
Partecipò ad alcuni fatti d’arme contro i Crociati, all'epoca condotti da Ṣalāḥ al-Dīn ibn Ayyūb (Saladino), allora subordinato di Norandino, diventando testimone oculare di alcuni avvenimenti che descriverà nelle sue opere. 

## Opere
Redasse con il Taʾrīkh al-dawlat al-atabakiyya fī Mawṣil (Storia della dinastia degli Atabeg di Mossul) una storia degli Atabeg (delegati del sultano) di Mossul, a partire da Āq Sunkur al-Ḥājib (nonno di Norandino), e scrisse col Lubab al-albāb (Il meglio dei megli) una sintesi del pregevole lavoro onomastico di Samʿānī, il Kitāb al-ansāb (Il libro delle genealogie), e un apprezzato lavoro di carattere biografico sui compagni del profeta Maometto, l'Usd al-ghāba fī maʿrifat al-Ṣaḥāba (I leoni della foresta nella conoscenza dei Compagni), ricco di circa 7.500 lemmi. 
Il suo capolavoro fu però una storia del mondo chiamata al-Kāmil fī l-taʾrīkh ("Il libro perfetto sulla storia", ossia "La storia completa"). Concepito con taglio annalistico, esso abbraccia la storia del mondo islamico, senza trascurare il materiale più o meno leggendario costituente l’epos preislamico (Ayyām al-ʿArab), in cui si trovano rare informazioni sui Russi (Rūs) e una visione non sempre favorevole alle imprese e alla figura del primo ayyubide, curdo come lui.

Fino all'anno 922 d.C. l’opera è debitrice del capolavoro annalistico di Ṭabarī, ma essa si spinge in modo del tutto originale fino al 1231, con un’ovvia attenzione riservata al periodo delle Crociate, dedicando ampi spazi all’esposizione della storia dei vari popoli e delle aree costituenti la Dār al-Islām, ossia l’ecumene islamica. 
Opera ricca di spunti critici e talora apertamente partigiani, è caratterizzata da uno stile a un tempo asciutto e brillante oltre che da un apprezzabile quanto raro senso dell’umorismo: caratteristiche tutte che lo fanno senz’altro additare fra i massimi storici di tutto il periodo classico dell’Islam. L'opera è stata usata ampiamente come fonte per il libro "Le crociate viste dagli arabi" di Amin Maalouf e, in minor misura, assieme ad altre, da Francesco Gabrieli nel suo Storici arabi delle Crociate.

## Edizioni di opere di Ibn al-Athīr
- (AR) al-Kāmil fī l-tārīkh, ed. Carl Johan Tornberg, 13 voll., Beirut, Dār Ṣādir, 1982.
- (AR) Usd al-ghāba fī maʿrifat al-Ṣaḥāba ("I leoni della foresta nella conoscenza dei Compagni"): lavoro onomastico e biografico riguardante i circa 7.500 Ṣaḥāba del profeta Muhammad, 7 voll., Muḥammad Ibrāhīm al-Bannā, Muḥammad Aḥmad ʿAshūr, Maḥmūd al-Wahhāb Fāʾid (edd.), Il Cairo, Kitāb al-Shaʿb, 1393/1973.